# Alfara del Patriarca
Alfara del Patriarca là một đô thị ở comarca Horta Nord cộng đồng Valencia, Tây Ban Nha. Đô thị này có diện tích 1,98 km², dân số thời điểm năm 2006 là 2764 người.